# Zadobrze (Podlachie)
Pour les articles homonymes, voir Zadobrze.
Zadobrze est un village de Pologne, situé dans la gmina de Ciechanowiec, dans le Powiat de Wysokie Mazowieckie, dans la voïvodie de Podlachie.

## Source
- (en) Cet article est partiellement ou en totalité issu de l’article de Wikipédia en anglais intitulé « Zadobrze, Podlaskie Voivodeship » (voir la liste des auteurs).